# Горбоноса гадюка-скорпіон
Горбоноса гадюка-скорпіон (Hypnale nepa) — отруйна змія з роду Горбоноса гадюка родини Гадюкові.

## Опис
загальна довжина 30—35 см, вкрай рідко 38,7 см спостерігається статевий диморфізм — самці більші за самиць. Голова широка, трикутна, чітко відмежована від шиї. Передня частина морда сильно піднята догори, довше ніж у інших представників цього роду. На голові розташовані дрібні щитки з горбинками на кшталт бородавок. Очі середнього розміру з елиптичними або вертикальними зіницями. Ніздрі малі. Тулуб товстий, циліндричний. Хвіст короткий з двома шипами, чим нагадує скорпіона. Має 124–142 вентральних щитка, 33—41 підхвостових щитка.
Забарвлення коричневе, оливкове з різними відтінками. Вкрита цятками та крапочками овальної або трикутної форми. Від шиї до потилиці тягнеться декілько темних смуг. Підборіддя чорне або темно-коричневе.

## Спосіб життя
Полюбляє тропічні ліси, плантації у передгір'ях або горах. Зустрічається на висоті від 900 до 2000 м над рівнем моря. Пересувається здебільшого по землі, але може заповзати на дерева. Активна вдень. Харчується сцинками, жабами, щурами.
Це яйцеживородна змія. Самиця народжує від 4 до 6 дитинчат.

## Отруйність
Це помірно отруйна змія. На місті укусу виникає пухлина, людина відчуває біль, втім рана загоюється протягом декількох днів.

## Розповсюдження
Це ендемік о.Шрі-Ланка.